# Ferdinand Ayité
Ferdinand Ayité, est un journaliste d'investigation togolais. Il est fondateur et directeur de la publication du journal L'Alternative et lauréat du prix international de la liberté de la presse.

## Biographie

### Carrière
Ferdinand Ayité est le fondateur et le directeur de la publication du journal L'Alternative d'abord basé à Lomé, puis à Paris à partir de mars 2024. Il est également connu à l'international en tant que journaliste d'investigation et défenseur des droits humains. À cause de son travail d'investigation, il fait face à des menaces personnelles et juridiques ; en mars 2023, il quitte le Togo juste avant d'être condamné à trois ans de prison pour avoir dénoncé une présumée corruption du gouvernement togolais. Cette même année, il reçoit le prix international de la liberté de la presse en 2023,,,.

### Arrestation et détention
Le 9 décembre 2021, Ferdinand Mensah Ayité, directeur de publication du bihebdomadaire L’Alternative, et Joël Vignon Egah, directeur de publication du journal Fraternité, ont été arrêtés à Lomé. Leur arrestation fait suite à leur participation à l’émission L’autre journal, diffusée sur YouTube le 30 novembre 2021, au cours de laquelle ils ont tenu des propos critiques à l’encontre de deux ministres du gouvernement togolais, Pius Agbetomey et Kodjo Adedze.
Le 10 décembre 2021, Isidore Kouwonou, rédacteur en chef de L’Alternative et Secrétaire général du Syndicat des journalistes indépendants du Togo (SYNJIT), a également été placé sous contrôle judiciaire pour avoir modéré la même émission.
Les journalistes étaient poursuivis pour « outrage à l’autorité », « diffamation » et « incitation de la haine de l’autorité » selon les articles 290 du Code pénal et 490 du Code de procédure pénale du Togo. Ces chefs d’inculpation prévoient une peine pouvant aller jusqu’à deux ans de prison et une amende d’un million de francs CFA (environ 1 520 euros).
Après respectivement 22 et 21 jours de détention, Ferdinand Ayité et Joël Egah ont été remis en liberté provisoire le 31 décembre 2021, tout en restant sous contrôle judiciaire. L’Observatoire pour la protection des défenseurs des droits humains (FIDH-OMCT) et l’organisation Tournons La Page ont dénoncé cette détention comme arbitraire et ont appelé à l’abandon des poursuites contre eux ainsi que contre Isidore Kouwonou et Fovi Katakou, un activiste de la société civile également visé par des poursuites.
Ce n’est pas la première fois que Ferdinand Ayité fait l’objet de poursuites judiciaires. Le 9 juin 2020, dans son numéro 879, son journal L’Alternative a publié une enquête révélant une affaire présumée de détournement de fonds dans le secteur pétrolier togolais, impliquant notamment Francis Sossah Adjakli, coordinateur du Comité de Suivi des Fluctuations des Prix des Produits Pétroliers (CSFPPP), ainsi que son fils Fabrice Adjakli, également membre du comité. Selon cette enquête, les deux hommes, en lien avec la société VITOL et grâce à un système d’appels d’offres jugé opaque, auraient détourné plus de 400 milliards de francs CFA par le biais de leur société d’intermédiation Management Hydrocarbure, créée en 2016 pour encadrer les importations de pétrole.
Le 12 juillet 2020, Fabrice Adjakli a déposé plainte contre Ferdinand Ayité pour diffamation. La plainte visait notamment à obtenir la destruction des exemplaires du numéro du 9 juin, le retrait des publications du site internet et des réseaux sociaux du journal, ainsi que la condamnation de M. Ayité et de L’Alternative à verser cinq millions de francs CFA au titre de dommages et intérêts pour préjudice moral. Il était également demandé que le jugement soit publié dans le journal L’Alternative et occupe 50 % de sa couverture.

À la suite de cette publication, il a déclaré avoir fait l’objet de menaces, y compris de menaces de mort, et d’actes d’intimidation, notamment par le biais d’appels téléphoniques anonymes(Inconnus),.

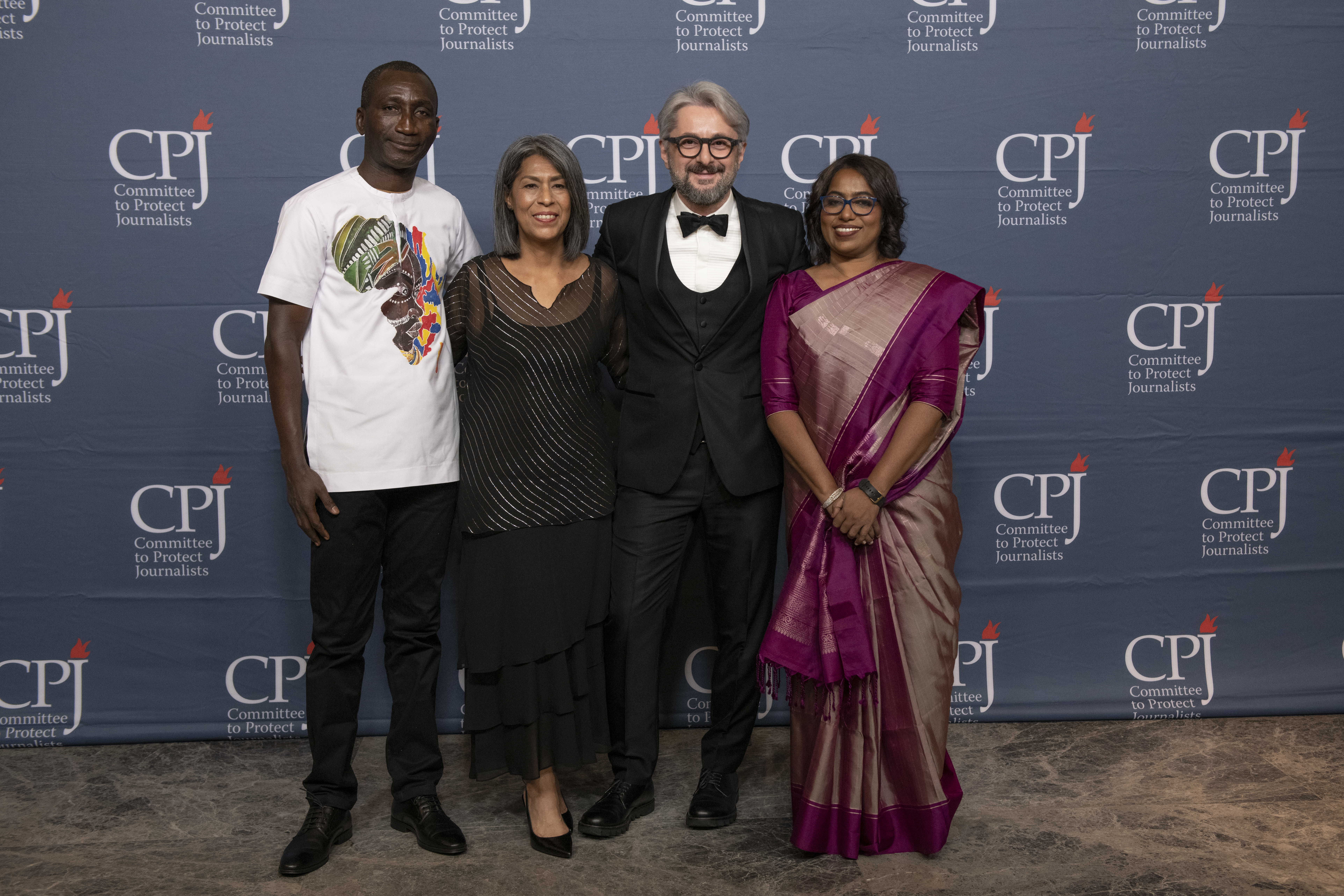
Ferdinand Ayité, María Teresa Montaño, Nika Gvaramia et Shahina K. K., lors de la cérémonie de remise des Prix internationaux de la liberté de la presse 2023 du CPJ à New York, le 16 novembre 2023.

### Ciblage du logiciel espion Pegasus
En juillet 2021, une enquête internationale a révélé que Ferdinand Ayité figurait parmi les cibles potentielles du logiciel espion israélien Pegasus au Togo. Ce programme, capable d’accéder à l’ensemble des données d’un téléphone et d’activer son micro à distance, visait également des militants, des journalistes et des opposants politiques. Il a déclaré que cette « situation marquait un passage d'une surveillance classique à l'espionnage » et a exprimé ses « préoccupations quant à la dérive sécuritaire observée dans le pays »,.

## Vie privée
Ferdinand Ayité est marié et père de trois enfants.